# Phyllonorycter gerfriedi
Phyllonorycter gerfriedi là một loài bướm đêm thuộc họ Gracillariidae. Nó được tìm thấy ở Crete.
Ấu trùng ăn Quercus coccifera. Chúng ăn lá nơi chúng làm tổ. They create a lower-surface tentiform mine.